# جانداران افسانه‌ای در فرهنگ‌های جهان
در فرهنگ‌های گوناگون و در میان ملل گوناگون جهان به نام جانداران افسانه‌ای و تخیلی زیادی برمی‌خوریم.
نام این جانداران در زیر می‌آید:
- پگاسوس
- ابوالهول
- پری دریایی
- تکشاخ
- خون‌آشام
- گرگینه
- آرگوس
- پاگنده
- دریامرد
- پیچال‌پری
- گارودا
- زیلانت
- اوگر
- والکیری
- الف (نژاد افسانه‌ای)
- ترول
- ناگا
- کاپره
- کلپی
- کراکن
- کوبولد
- کوریگان
- مانتیکور
- هیدرا
- هیولای لخ‌نس
- یتی
- زامبی
- پاتاسولا

## جانداران خیالی در یونان باستان
- آخرون، (به یونانی: Αχέρων)، رودی در جهان زیر زمین.
- پگاسوس، (به یونانی: Αχέρων) اسب بالدار جاودانی؛ یار با وفای بلروفون.
- آرگوس
- کایمرا
- سایکلوپ
- اکیدنا
- هکاتونکایر
- غول
- گورگون
- مدوسا
- تایفوئیوس
- سربروس
- سیرن
- پگاسوس
- کریسائور
- قنطورس
- اسب ماهی، (به یونانی: ἱππόκαμπος) جانوری با سر اسب و تنهٔ ماهی.

## جانوران افسانه‌ای دریای پارس
- ماهی آدمخوار
- پریان دریایی
- عروسان دریایی
- انشرتو
- مادر دریا
- بابای دریا
- گاوماهی
- خرچنگ عجیب
- جزیره متحرک
- جن زیر آبی
- ام منداس
- بوسلامه
- منتیل پو
- اکوان دیو
- هیولای قنات

برگرفته از نوشتار افسانه‌های دریای پارس
مرجع
https://web.archive.org/web/20111016003952/http://www.chn.ir/news/?Section=1&id=32357